# Nepalskriktrast
Nepalskriktrast (Turdoides nipalensis) är en fågel i familjen fnittertrastar inom ordningen tättingar.

## Utseende
Nepalskriktrasten är en medelstor (22–26 cm) skriktrast med en något nedåtböjd, svartaktig näbb. Den är vitaktig på ansikte och undersida, med tunn, mörk streckning på strupe, bröst och flanker. Ögonen är blå- till vitaktiga. Orientskriktrasten och flodskriktrasten är ljusare ovan och mörkare under.

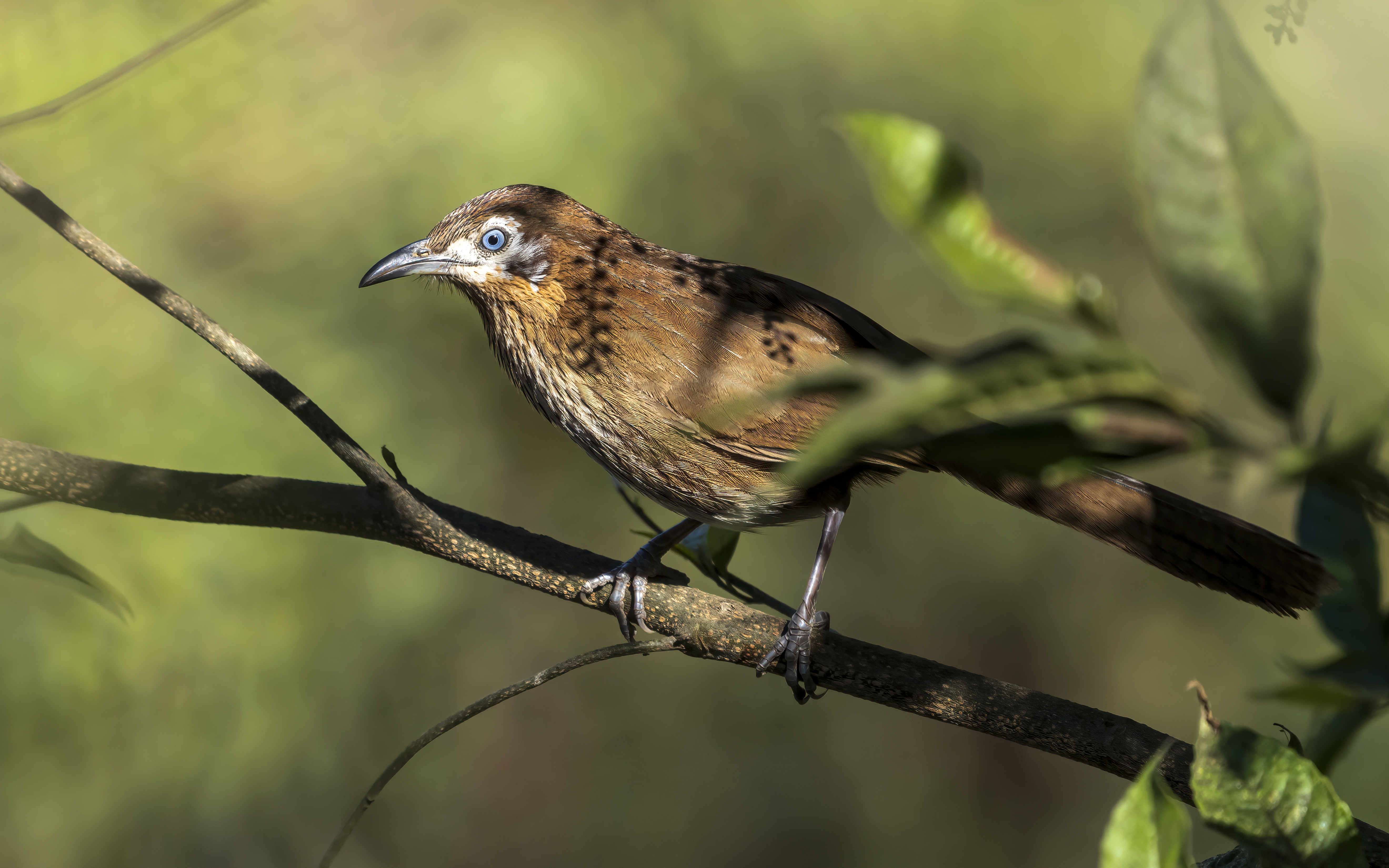

## Utbredning och systematik
Nepalskriktrasten förekommer i Himalaya i västra och centrala Nepal. Den behandlas som monotypisk, det vill säga att den inte delas in i några underarter.

### Släktestillhörighet
DNA-studier visar att skriktrastsläktet Turdoides är parafyletiskt visavi de afrikanska släktena Phyllanthus och Kupeornis. Släktet kan delas upp i en asiatisk grupp och en afrikansk, där Phyllanthus, Kupeornis och, märkligt nog, nepalskriktrasten är en del av den senare. Olika auktoriteter behandlar dessa resultat på olika vis. BirdLife International delar upp Turdoides i flera släkten så att Phyllanthus  och Kupeornis behålls och nepalskriktrasten bryts ut i ett eget, Acanthoptila. Clements et al och International Ornithological Congress expanderar Turdoides till att omfatta även Phyllanthus och Kupeornis i Turdoides, varvid även nepalskriktrasten kan behållas i Turdoides.  Här följs den senare linjen.

## Levnadssätt
Nepalskriktrasten hittas i täta buskmarker på sluttningar på mellan 900 och 2150 meters höjd, ofta långt från jordbruksbygd. Den födosöker på marken efter insekter. Fågeln häckar april–juni. Det djupa skålformade boet placeras i en liten buske. Däri lägger den tre till fyra ägg.

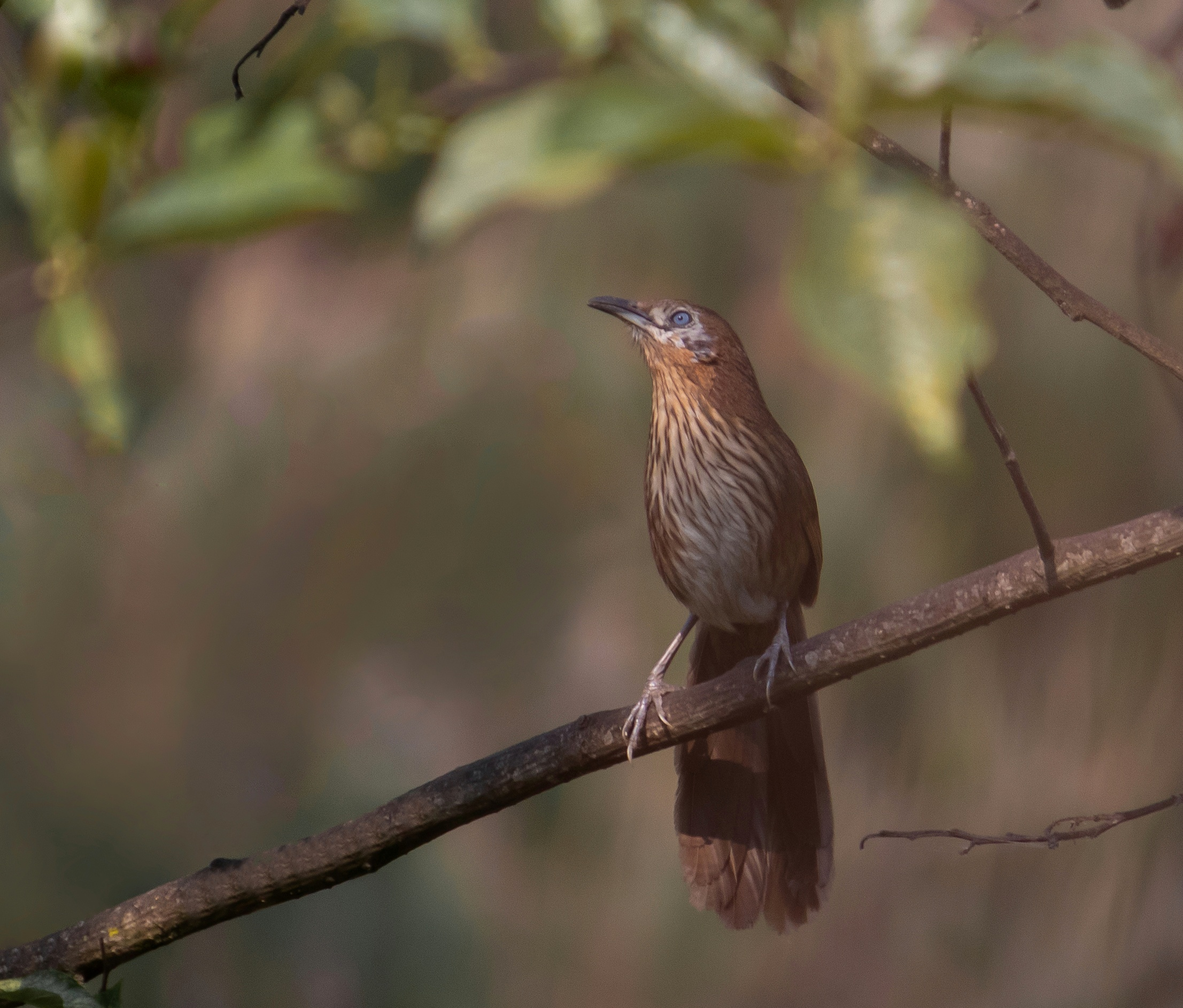

## Status
Nepalskriktrasten har ett relativt begränsat utbredningsområde, men populationsutvecklingen tros vara stabil. Internationella naturvårdsunionen IUCN kategoriserar därför arten som livskraftig.